# Le Diamant sombre
Le Diamant sombre (De duistere diamant en néerlandais) est le quarante-troisième album de la série de bande dessinée Bob et Bobette et porte le numéro 121 dans la série actuelle.
Il a été écrit par Willy Vandersteen et publié dans De Standaard et Het Nieuwsblad du 28 février 1958 au 10 juillet 1958. 
Les thèmes importants de l'histoire sont l'alchimie et la sorcellerie.

## Synopsis
Nos amis passent leurs vacances à la ferme des Joncs, tenus par l'étrange mais charmante Hedwige. Dans un marais, Bobette trouve un diamant noir qui porte malheur : celui qui le possède perd toute joie de vivre et meurt lentement. Lorsque Bob et Bobette sont accusés d'avoir volé le diamant, ils s'enfuient chez Barabas, qui les renvoie à l'an 1400. Quand Lambique, Sidonie et Jérôme arrivent un peu plus tard, ils partent tous à la recherche du secret du diamant, accompagné de Hedwige. Mais un mystérieux chevalier noir les suit.

## Personnages principal
- Bob
- Bobette
- Tante Sidonie
- Lambique
- Barabas
- Jérôme

## Personnages secondaires
- Hedwige, la propriétaire de la ferme des Joncs
- Le baron Richepoils
- Le chevalier noir

## Lieux
- Belgique
- Pays-Bas

## Invention
Barabas invente ici un bracelet à remonter le temps, qui permet de revenir seul du passé si la machine serait en panne.

## Autour de l'album
- Hedwige peut déplacer des objets avec ses pensées, elle est télékinésiste
- La photographie est un autre sujet important de cette histoire. Bobette essaie d'expliquer que le flash de son appareil photo est provoqué par un processus physique, mais est considéré comme une sorcière.
- Jérôme travaille au ministère et son nouveau passe-temps est la photographie. Cela jouera un rôle important dans la prochaine histoire, Le Cygne Noir
- La jeep est attaquée par le tueur de dragons local. Lambique est également un tueur de dragons dans l'album Le trésor de Fiskary.

## Adaptations
En 2004, un long métrage basé sur cette histoire est sorti. Le Diamant sombre est donc la première histoire de Bob et Bobette portée au cinéma.

## Éditions
- De duistere diamant, 1958, Standaard : édition originale en néerlandais
- Le Diamant sombre, 1971, Erasme/Standaard : éditions originales en français